# 웨스트민스터 헌장
1931년 웨스트민스터 헌장(영어: Statute of Westminster 1931)은 1931년 12월 11일 영국 의회가 발표한 헌장이다. 영국 의회가 제정한 법률로 형식이 있다. 이 법률을 통해 많은 영연방 국가들이 주권을 가지게 되었다.

## 개요
이것은 1926년에 나온 밸푸어 선언을 기반으로 성립하고 있던 영국 연방 체계에 법적 근거를 준 것이다. 이 헌장에서 영국 해외자치령에 외교권도 주어지고, 영국 본국과 왕관에 충성으로 단결(즉 동군연합)한 평등한 공동체로 규정되게 되었다. 이 헌장 이전에 국가의 지위는 다음과 같은 구조로 되어 있었다.
|  |  |  |  |  |  | 영국의 국왕 | 영국의 국왕 | 영국의 국왕 | 영국의 국왕 | 영국의 국왕 | 영국의 국왕 |  |  | 영국의 총리 | 영국의 총리 | 영국의 총리 | 영국의 총리 | 영국의 총리 | 영국의 총리 |  |  | 영국 정부 | 영국 정부 | 영국 정부 | 영국 정부 | 영국 정부 | 영국 정부 |  |  | 영국 정부 각 부처               | 영국 정부 각 부처               | 영국 정부 각 부처               | 영국 정부 각 부처               | 영국 정부 각 부처               | 영국 정부 각 부처               |  |  |                       |                       |                       |                       |                       |                       |  |  |                     |                     |                     |                     |                     |                     |
|  |  |  |  |  |  | 영국의 국왕 | 영국의 국왕 | 영국의 국왕 | 영국의 국왕 | 영국의 국왕 | 영국의 국왕 |  |  | 영국의 총리 | 영국의 총리 | 영국의 총리 | 영국의 총리 | 영국의 총리 | 영국의 총리 |  |  | 영국 정부 | 영국 정부 | 영국 정부 | 영국 정부 | 영국 정부 | 영국 정부 |  |  | 영국 정부 각 부처               | 영국 정부 각 부처               | 영국 정부 각 부처               | 영국 정부 각 부처               | 영국 정부 각 부처               | 영국 정부 각 부처               |  |  |                       |                       |                       |                       |                       |                       |  |  |                     |                     |                     |                     |                     |                     |
|  |  |  |  |  |  |             |             |             |             |             |             |  |  |             |             |             |             |             |             |  |  |           |           |           |           |           |           |  |  |                                 |                                 |                                 |                                 |                                 |                                 |  |  |                       |                       |                       |                       |                       |                       |  |  |                     |                     |                     |                     |                     |                     |
|  |  |  |  |  |  |             |             |             |             |             |             |  |  |             |             |             |             |             |             |  |  |           |           |           |           |           |           |  |  | 캐나다의 총독(Governor)         | 캐나다의 총독(Governor)         | 캐나다의 총독(Governor)         | 캐나다의 총독(Governor)         | 캐나다의 총독(Governor)         | 캐나다의 총독(Governor)         |  |  | 캐나다의 총리         | 캐나다의 총리         | 캐나다의 총리         | 캐나다의 총리         | 캐나다의 총리         | 캐나다의 총리         |  |  | 캐나다 정부         | 캐나다 정부         | 캐나다 정부         | 캐나다 정부         | 캐나다 정부         | 캐나다 정부         |
|  |  |  |  |  |  |             |             |             |             |             |             |  |  |             |             |             |             |             |             |  |  |           |           |           |           |           |           |  |  | 캐나다의 총독(Governor)         | 캐나다의 총독(Governor)         | 캐나다의 총독(Governor)         | 캐나다의 총독(Governor)         | 캐나다의 총독(Governor)         | 캐나다의 총독(Governor)         |  |  | 캐나다의 총리         | 캐나다의 총리         | 캐나다의 총리         | 캐나다의 총리         | 캐나다의 총리         | 캐나다의 총리         |  |  | 캐나다 정부         | 캐나다 정부         | 캐나다 정부         | 캐나다 정부         | 캐나다 정부         | 캐나다 정부         |
|  |  |  |  |  |  |             |             |             |             |             |             |  |  |             |             |             |             |             |             |  |  |           |           |           |           |           |           |  |  |                                 |                                 |                                 |                                 |                                 |                                 |  |  |                       |                       |                       |                       |                       |                       |  |  |                     |                     |                     |                     |                     |                     |
|  |  |  |  |  |  |             |             |             |             |             |             |  |  |             |             |             |             |             |             |  |  |           |           |           |           |           |           |  |  | 오스트레일리아의 총독(Governor) | 오스트레일리아의 총독(Governor) | 오스트레일리아의 총독(Governor) | 오스트레일리아의 총독(Governor) | 오스트레일리아의 총독(Governor) | 오스트레일리아의 총독(Governor) |  |  | 오스트레일리아의 총리 | 오스트레일리아의 총리 | 오스트레일리아의 총리 | 오스트레일리아의 총리 | 오스트레일리아의 총리 | 오스트레일리아의 총리 |  |  | 오스트레일리아 정부 | 오스트레일리아 정부 | 오스트레일리아 정부 | 오스트레일리아 정부 | 오스트레일리아 정부 | 오스트레일리아 정부 |
|  |  |  |  |  |  |             |             |             |             |             |             |  |  |             |             |             |             |             |             |  |  |           |           |           |           |           |           |  |  | 오스트레일리아의 총독(Governor) | 오스트레일리아의 총독(Governor) | 오스트레일리아의 총독(Governor) | 오스트레일리아의 총독(Governor) | 오스트레일리아의 총독(Governor) | 오스트레일리아의 총독(Governor) |  |  | 오스트레일리아의 총리 | 오스트레일리아의 총리 | 오스트레일리아의 총리 | 오스트레일리아의 총리 | 오스트레일리아의 총리 | 오스트레일리아의 총리 |  |  | 오스트레일리아 정부 | 오스트레일리아 정부 | 오스트레일리아 정부 | 오스트레일리아 정부 | 오스트레일리아 정부 | 오스트레일리아 정부 |
|  |  |  |  |  |  |             |             |             |             |             |             |  |  |             |             |             |             |             |             |  |  |           |           |           |           |           |           |  |  |                                 |                                 |                                 |                                 |                                 |                                 |  |  |                       |                       |                       |                       |                       |                       |  |  |                     |                     |                     |                     |                     |                     |

영국 정부가 임명하는 총독 아래 자치 정부가 조직되어 내정에 관해서는 자치 정부가 책임을 진다. 반면(지금도 영국의 해외 영토 중 일부는 이러한 체제를 취하는 곳이 있다), 법적으로 각 자치령 주민들은 영국 국민의 일부이며 각 자치령의 외교 및 영사 업무는 영국 정부와 나라대사관/영사관을 실시하는데 대해, 이 헌장은 이 구조가 되어, 영국 정부의 간섭을 전혀받지 않는 형태로 캐나다와 오스트레일리아, 뉴질랜드 및 남아프리카 연방, 또 당시 캐나다와 다른 자치령이었던 뉴펀들랜드가 내정과 외교, 군사 등의 작업을 수행할 수 있도록 되었다(오스트레일리아와 뉴질랜드, 또한 뉴펀들랜드는 이 헌장을 처음에는 인정하지 않았다. 또한, 뉴펀들랜드는 1949년 캐나다에 합병된다). 또한 이를 통해 정식으로 캐나다 국적과 오스트레일리아 국적이 인정된다.
|  |  |  |  |  |  | 영국의 국왕 | 영국의 국왕 | 영국의 국왕 | 영국의 국왕 | 영국의 국왕 | 영국의 국왕 |  |  | 영국의 총리                     | 영국의 총리                     | 영국의 총리                     | 영국의 총리                     | 영국의 총리                     | 영국의 총리                     |  |  | 영국 정부             | 영국 정부             | 영국 정부             | 영국 정부             | 영국 정부             | 영국 정부             |  |  | 영국 정부 각 부처   | 영국 정부 각 부처   | 영국 정부 각 부처   | 영국 정부 각 부처   | 영국 정부 각 부처   | 영국 정부 각 부처   |
|  |  |  |  |  |  | 영국의 국왕 | 영국의 국왕 | 영국의 국왕 | 영국의 국왕 | 영국의 국왕 | 영국의 국왕 |  |  | 영국의 총리                     | 영국의 총리                     | 영국의 총리                     | 영국의 총리                     | 영국의 총리                     | 영국의 총리                     |  |  | 영국 정부             | 영국 정부             | 영국 정부             | 영국 정부             | 영국 정부             | 영국 정부             |  |  | 영국 정부 각 부처   | 영국 정부 각 부처   | 영국 정부 각 부처   | 영국 정부 각 부처   | 영국 정부 각 부처   | 영국 정부 각 부처   |
|  |  |  |  |  |  |             |             |             |             |             |             |  |  |                                 |                                 |                                 |                                 |                                 |                                 |  |  |                       |                       |                       |                       |                       |                       |  |  |                     |                     |                     |                     |                     |                     |
|  |  |  |  |  |  |             |             |             |             |             |             |  |  | 캐나다의 총독(Governor)         | 캐나다의 총독(Governor)         | 캐나다의 총독(Governor)         | 캐나다의 총독(Governor)         | 캐나다의 총독(Governor)         | 캐나다의 총독(Governor)         |  |  | 캐나다의 총리         | 캐나다의 총리         | 캐나다의 총리         | 캐나다의 총리         | 캐나다의 총리         | 캐나다의 총리         |  |  | 캐나다 정부         | 캐나다 정부         | 캐나다 정부         | 캐나다 정부         | 캐나다 정부         | 캐나다 정부         |
|  |  |  |  |  |  |             |             |             |             |             |             |  |  | 캐나다의 총독(Governor)         | 캐나다의 총독(Governor)         | 캐나다의 총독(Governor)         | 캐나다의 총독(Governor)         | 캐나다의 총독(Governor)         | 캐나다의 총독(Governor)         |  |  | 캐나다의 총리         | 캐나다의 총리         | 캐나다의 총리         | 캐나다의 총리         | 캐나다의 총리         | 캐나다의 총리         |  |  | 캐나다 정부         | 캐나다 정부         | 캐나다 정부         | 캐나다 정부         | 캐나다 정부         | 캐나다 정부         |
|  |  |  |  |  |  |             |             |             |             |             |             |  |  |                                 |                                 |                                 |                                 |                                 |                                 |  |  |                       |                       |                       |                       |                       |                       |  |  |                     |                     |                     |                     |                     |                     |
|  |  |  |  |  |  |             |             |             |             |             |             |  |  | 오스트레일리아의 총독(Governor) | 오스트레일리아의 총독(Governor) | 오스트레일리아의 총독(Governor) | 오스트레일리아의 총독(Governor) | 오스트레일리아의 총독(Governor) | 오스트레일리아의 총독(Governor) |  |  | 오스트레일리아의 총리 | 오스트레일리아의 총리 | 오스트레일리아의 총리 | 오스트레일리아의 총리 | 오스트레일리아의 총리 | 오스트레일리아의 총리 |  |  | 오스트레일리아 정부 | 오스트레일리아 정부 | 오스트레일리아 정부 | 오스트레일리아 정부 | 오스트레일리아 정부 | 오스트레일리아 정부 |
|  |  |  |  |  |  |             |             |             |             |             |             |  |  | 오스트레일리아의 총독(Governor) | 오스트레일리아의 총독(Governor) | 오스트레일리아의 총독(Governor) | 오스트레일리아의 총독(Governor) | 오스트레일리아의 총독(Governor) | 오스트레일리아의 총독(Governor) |  |  | 오스트레일리아의 총리 | 오스트레일리아의 총리 | 오스트레일리아의 총리 | 오스트레일리아의 총리 | 오스트레일리아의 총리 | 오스트레일리아의 총리 |  |  | 오스트레일리아 정부 | 오스트레일리아 정부 | 오스트레일리아 정부 | 오스트레일리아 정부 | 오스트레일리아 정부 | 오스트레일리아 정부 |
|  |  |  |  |  |  |             |             |             |             |             |             |  |  |                                 |                                 |                                 |                                 |                                 |                                 |  |  |                       |                       |                       |                       |                       |                       |  |  |                     |                     |                     |                     |                     |                     |

이 헌장의 발표의 배경에는 제1차 세계대전에서 자치령이 발언권 강화를 요구해 왔다는데 있다. 그래서 자치령에 어느 정도의 독립성을 부여함으로써 지배권을 확보하려 단정했던 것이다. 그러나 이 헌장이 나온 이후에도 아일랜드 자유국 등의 분리 독립 움직임은 그치지 않았고, 대영 제국의 해체는 진행된다.

## 같이 보기
- 책임정부